# چارلز گان (ورزشکار)
چارلز گان (انگلیسی: Charles Gunn; ۱۴ اوت ۱۸۸۵ – ۳۰ دسامبر ۱۹۸۳) ورزشکار دو و میدانی اهل بریتانیا بود.